# 칸델라 페냐
칸델라 페냐(Candela Peña, 1973년 7월 14일 ~ )는 스페인의 배우이다.

## 출연 작품
- 블랙 비치 (2020)
- 로사 웨딩 (2020)
- 엔테라도스 (2018)
- 씬 로데오스 (2018)
- 피엘레스 (2017)
- 키키, 러브 투 러브 (2016)
- 사이드트랙크드 (2015)
- 타임 오브 몬스터스 (2015)
- 라틴 러버 (2015)
- 더 라스트 해머 블로우 (2014)
- 예스터데이 네버 엔즈 (2013)
- 어 건 인 이치 핸드 (2012)
- 아일랜드 인사이드 (2009)
- 프린세사스 (2005)
- 테이크 마이 아이스 (2003)
- 토레몰리노스 73 (2003)
- 갓 이즈 온 에어 (2002)
- 양상추 여자와 송어 남자 (2001)
- 내 어머니의 모든 것 (1999)
- 셀레스티나 : 창녀 이야기 (1996)
- 하이, 아 유 얼론? (1995)